# Commaladera trimaculata
Commaladera trimaculata är en skalbaggsart som beskrevs av Frey 1975. Commaladera trimaculata ingår i släktet Commaladera och familjen Melolonthidae. Inga underarter finns listade i Catalogue of Life.